# Katmai
Katmai ['kætmai] är en stor stratovulkan i Alaska Peninsula i södra Alaska. Katmai är cirka 10 km i diameter med en caldera på cirka 4,5 till 3 km. På calderans norra sida finns den högsta punkten 2 047 meter över havet. Under 1975 gjordes en uppskattning av att kratersjöns yta låg på 1 286 meters höjd. Katmai nationalpark är uppkallad efter vulkanen.